# Metophthalmus serripennis
Metophthalmus serripennis là một loài bọ cánh cứng trong họ Latridiidae. Loài này được Broun miêu tả khoa học năm 1914.